# Палацо Лоредан
Палацо Лоредан (на италиански: Palazzo Loredan) е дворец във Венеция в квартала Сан Марко на площада Санто Стефано. Не бива да се бърка с другия дворец със същото име, понякога наричан и Ка-Лоредан, който се намира на Канал Гранде.

## История
Първоначално на това място се намира готическият дворец на фамилията Мочениго. През 1536 г. той е купен от рода Лоредан и преустроен в ренесансов стил. След залеза на Венецианската република семейството го продава и след време през XIX век в него се нанасят военното министерство и други ведомства.
От 1891 г. до днес в сградата на някогашния дворец се помещава Венецианският институт на науките и изкуствата.